# Keila (fleuve)
Pour les articles homonymes, voir Keila (homonymie).
Le fleuve Keila est un fleuve en Estonie.

## Description
La rivière Keila est la plus longue rivière du bassin du golfe de Finlande, coulant sur le territoire du comté de Rapla et du comté de Harju. La rivière commence à 5 km au sud-est du village de Kuimetsa et se jette dans le golfe de Finlande. 
Ses affluents les plus importants sont Atla jõgi et Maidla jõgi.
La longueur de la rivière Keila est de 111,8 km. Sone bassin versant à une superficie de 669,3 km².
La rivière Keila se classe au cinquième rang des plus longs fleuves d'Estonie.
La rivière traverse les villes de Kohila et Keila avant de se jeter dans la Mer Baltique. 
A Keila-Joa, on peut admirer les chutes de Keila (en).

## Galerie

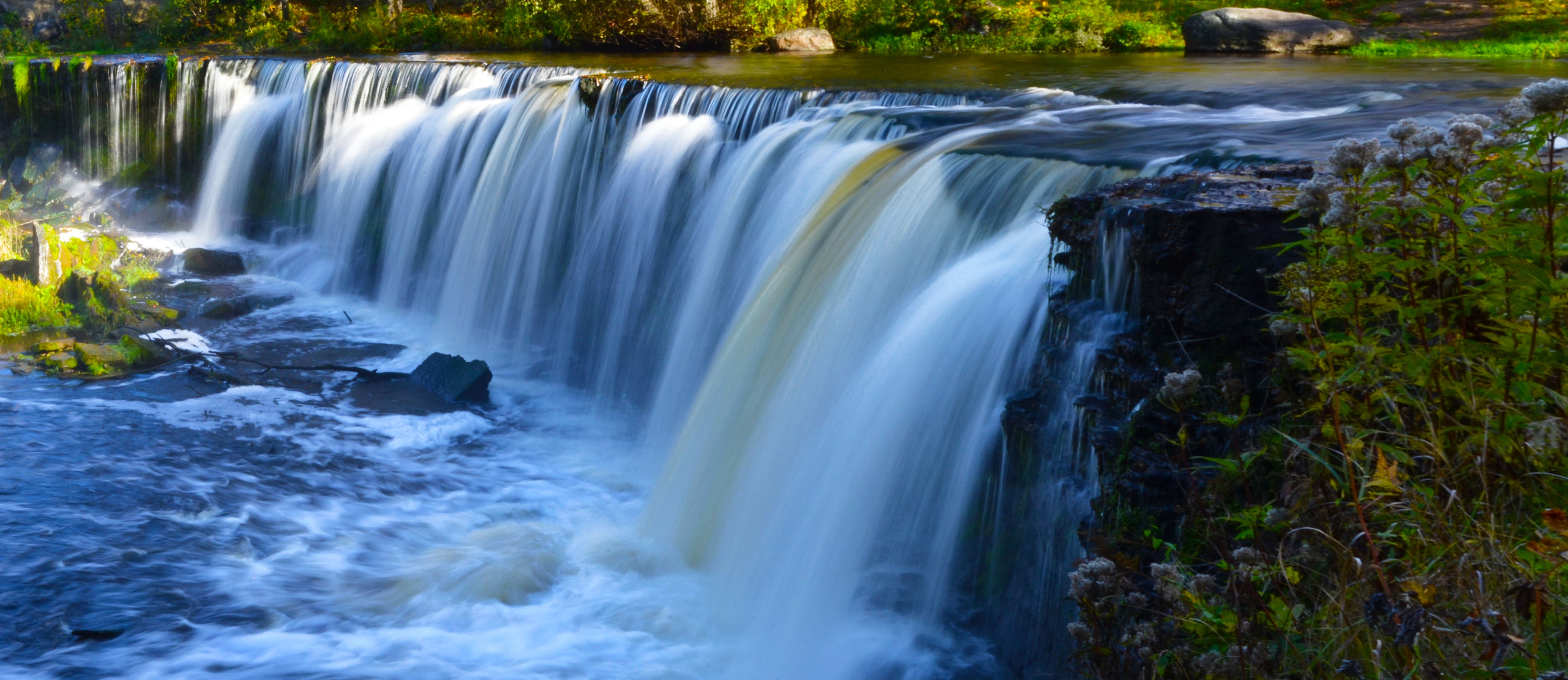
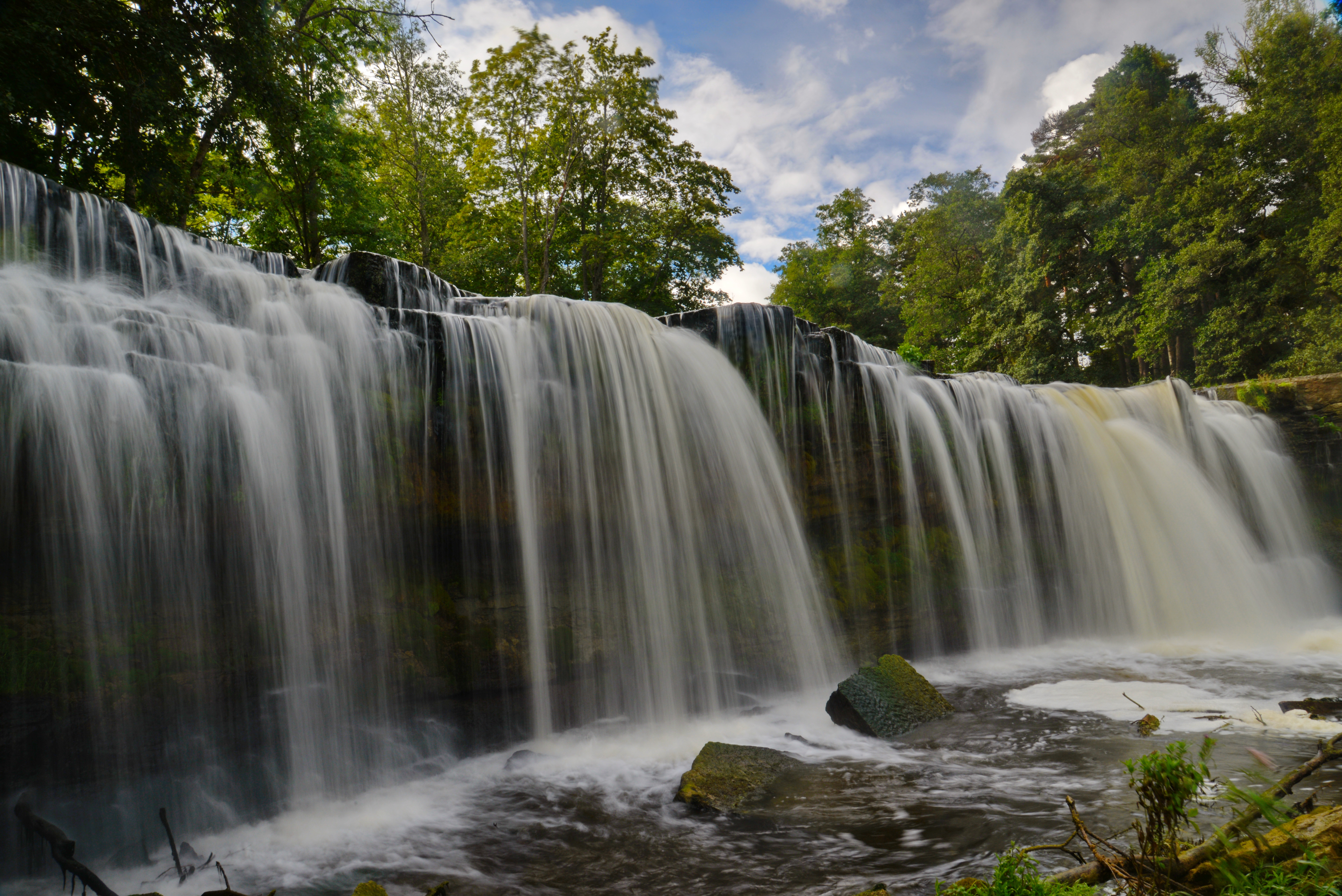
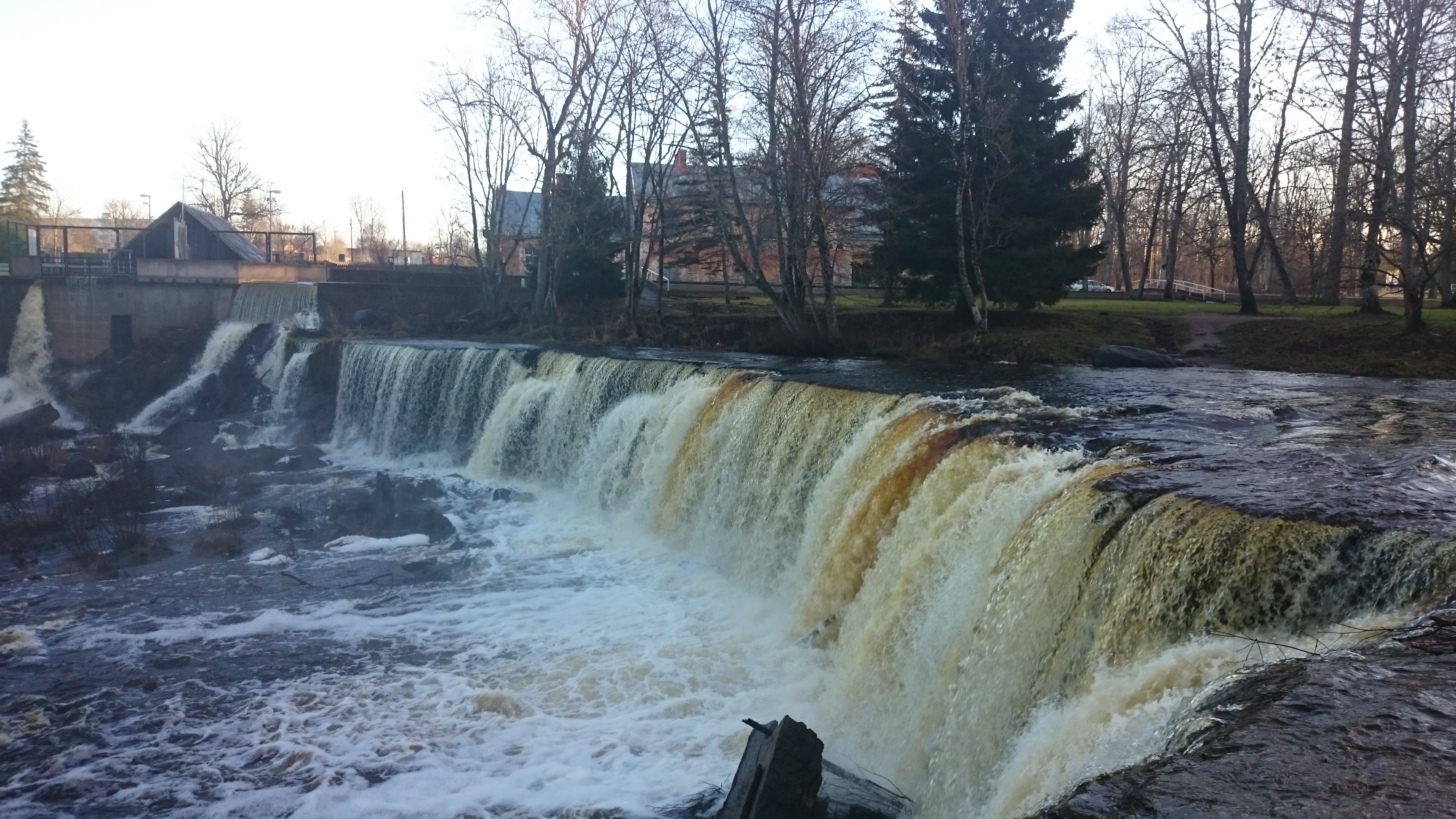

### Articles  connexes
- Liste des cours d'eau de l'Estonie